# Hóquei Académico de Cambra
O Hóquei Académico de Cambra foi fundado em 1999 em Vale de Cambra, Portugal. É uma equipa da 1ª Divisão e, tem camadas jovens. Os jogos são disputados no Pavilhão Municipal de Vale de Cambra.
Em 27 de Maio de 2007, no Pavilhão Desportivo de São João da Madeira, venceu o Hóquei Clube de Braga, na final da Taça de Portugal em Hóquei em Patins, com o resultado de 6-5 (após grandes penalidades), com o resultado de 4-4 no final do tempo regulamentar e do prolongamento.
O Clube na Internet:
Os jogadores que iniciaram a época no clube na época 2006/2007:
- Mário Almeida (GK) (30)
- Ricardo Pereira (GK) (20)
- Gustavo Vidal (23)
- António Leal (30)
- Casimiro Pinto (24)
- Luís Marques (34)
- Ricardo Geitoeira (33)
- Daniel Bastos (26)
- Rui Fernandes (32)
- Rui Ferreira (24)
- Rui Pinheiro (23)
- Nélson Coelho (21)

## Palmarés
- Taça de Portugal de Hóquei em Patins 2007